# 이시카리평야

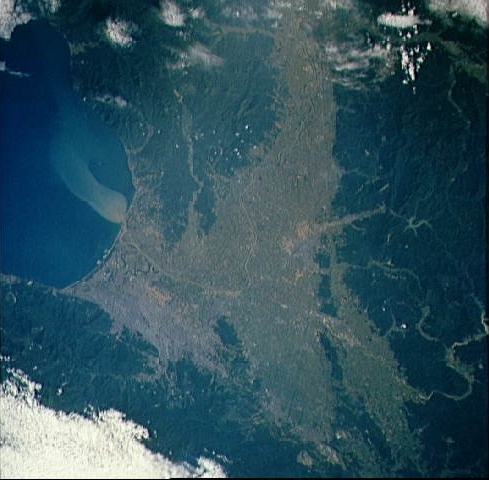

이시카리평야(일본어: 石狩平野는 이시카리강 유역에 펼쳐지는 홋카이도 최대의 평야다. 충적평야로서 면적 약 4,000 km2다.
평야의 일부에는 시노즈 원야(篠津原野)·비바이 원야(美唄原野) 등의 광대한 이탄지(泥炭地)가 분포되어 있었으나 배수(排水)와 객토(客土)에 의한 자연개조로 홋카이도 제일의 미작지대로 모습이 바뀌었다.

## 참고 문헌
- 이 문서에는 다음커뮤니케이션(현 카카오)에서 GFDL 또는 CC-SA 라이선스로 배포한 글로벌 세계대백과사전의 내용을 기초로 작성된 글이 포함되어 있습니다.